# Český Krumlov
Český Krumlov é uma cidade no sul na República Checa, registrada na lista da UNESCO como Patrimônio da Humanidade. Se encontra na Boêmia do Sul (região) e é a capital antiga da região de Rosenberg, a nobreza mais rica e influente do país. A construção da cidade e seu Castelo começou no Século XIII. A população da cidade em 2005 era de 13.942 habitantes, e a área de cerca de 22 km².
A cidade apresenta casas com arquitectura medieval gótica, renascentista, e barroca, entre as quais se destaca o teatro barroco do castelo, integramente conservado até nossos dias sem nenhum tipo de reconstrução.
De acordo com a lenda, o nome Krumlov é derivado da palavra alemã Krumme, que pode ser traduzida como "curvado sobre um prado", o que faz referência à topografia da cidade, curvada sobre o Rio Moldava. O adjetivo 'Český' significa boêmio ou simplesmente tcheco.